# 장금철
장금철(미상 ~ )은 조선민주주의인민공화국의 정치인이다. 조선로동당 중앙위원회 위원 겸 통일전선부 부장을 역임했다.

## 경력
2001년 민족경제협력연합회 참사로 6.15 남북공동행사에 참가하였고 이후 민족화해협력범국민협의회(민화협) 중앙위원에 임명되어 조선아시아·태평양평화위원회에서 민간 교류 업무를 맡았다. 2019년 4월 10일 노동당 7기 4차 전원회의에서 조선로동당 중앙위원회 중앙위원으로 선출되었고, 정무국 부위원장 겸 통일전선부장으로 임명되었다. 2021년 1월, 통일전선부장직에서 물러났다.